# Machary (województwo warmińsko-mazurskie)
Machary (niem. Macharren) – wieś w Polsce położona w województwie warmińsko-mazurskim, w powiecie mrągowskim, w gminie Piecki.
W latach 1975–1998 miejscowość administracyjnie należała do województwa olsztyńskiego.